# Internationaal filmfestival van Karlsbad
Het Internationaal filmfestival van Karlsbad (Tsjechisch: Mezinárodní filmový festival Karlovy Vary, Engels: Karlovy Vary International Film Festival, KV IFF) is een filmfestival dat elk jaar in juli in de Tsjechische stad Karlsbad wordt gehouden. Door het succes in de afgelopen jaren is het festival uitgegroeid tot het belangrijkste filmfestival van Centraal- en Oost-Europa. De belangrijkste prijs die wordt uitgereikt is de Kristallen Bol. 
De eerste editie van het festival vond plaats in augustus 1946, toen nog in Mariënbad. Bij de derde editie, die van 1948, werd de Kristallen Bol geïntroduceerd. In 1956 kreeg het festival van Karlsbad de hoogste status van de FIAPF: sindsdien vond het festival tweejaarlijks plaats, in de even jaren, afwisselend met dat van Moskou. 
Sinds 1994 wordt het festival weer jaarlijks gehouden. 